# Un mile dans mes chaussures
Pour plus de détails, voir Fiche technique et Distribution.
Un Mile dans mes chaussures (A Mile in My Shoes en anglais) est un film dramatique marocain réalisé par Said Khallaf, sorti en 2016,.
Il a été présélectionné dans la catégorie meilleur film en langue étrangère à la 89e cérémonie des Oscars mais il n'a pas été nommé.

## Fiche technique
- Réalisateur : Saïd Khallaf
- Scénario : Saïd Khallaf
- Image : Ali Benjelloun
- Son : Mohamed Timoumes
- Musique originale : Mohamed Oussama
- Montage : Saïd Khallaf
- Images : Kamal Elmoutaouakel
- Production : OMA Prod

## Citations
« Le portrait cinglant de Khallaf, basé au Canada, du système pourri et inégal de sa patrie ... se vante de solides performances et d'un vernis technique brillant, ainsi que de quelques fioritures stylistiques peu orthodoxes qui l'élèvent au-dessus de la grammaire standard du réalisme social. »
par Stephen Dalton Journaliste hollywoodien.

## Distinctions
- Étalon de bronze FESPACO 2017[1]
- Prix Soumanou Vieyra de la Critique africaine[réf. nécessaire]
- Mention spéciale – Prix Signis[réf. nécessaire]